# Isoperla pawlowskii
Isoperla pawlowskii és una espècie d'insecte plecòpter pertanyent a la família dels perlòdids present a Bulgària, Txèquia, Eslovàquia, Alemanya, Hongria, Romania i els territoris de l'antiga República Federal Socialista de Iugoslàvia.
En el seu estadi immadur és aquàtic i viu a l'aigua dolça, mentre que com a adult és terrestre i volador.